# OWC-Verlag für Außenwirtschaft
Der OWC Verlag für Außenwirtschaft GmbH ist ein deutscher Zeitschriftenverlag, dessen Schwerpunkte auf den aktuellen Herausforderungen und Entwicklungen der globalen Märkte mit den Schwerpunkten Ost- und Mitteleuropa sowie Asien liegen. Der Verlag publiziert Wirtschaftsmagazine und Fachbücher und ist mit seinen Publikationen OstContact, ChinaContact und IranContact der Partner für die Entscheidungsträger der Außenwirtschaft. Sitz des Verlages ist Berlin. Der Verlag unterhält Büros in Peking und Moskau und verfügt über Korrespondenten in Russland, Polen, Kasachstan, der Ukraine und Belarus.

## Geschichte
Der OWC Verlag wurde 1955 in Hamburg gegründet. Mit den Informationen über den innerdeutschen Handel und West-Ost-Handel begann die Kooperation mit Wirtschaftsverbänden, die sich um den Handel mit den sozialistischen Ländern beziehungsweise zwischen der Bundesrepublik Deutschland und den Mitgliedsstaaten des Rates für gegenseitige Wirtschaftshilfe (RGW) bemühten. Später erhielt das Magazin den Namen ost-west-commerz; 1993 erfolgte die abermalige Umbenennung in Ost-West-Contact. Nach anfänglichen China-Beilagen erschien 1997 erstmals ChinaContact. Der Fokus liegt somit nach wie vor auf Ost- und Mitteleuropa sowie dem zentral- und ostasiatischen Raum, insbesondere der Volksrepublik China.
Im Jahr 2006 kam es mit dem Institut für Außenwirtschaft in Düsseldorf (IfAD GmbH) zu einem Joint-Venture zwischen der Vogel Business Medien GmbH & Co. KG, Würzburg und dem OWC Verlag, an dem beide Gesellschafter zu jeweils 50 Prozent beteiligt waren. Diese Verbindung wurde im August 2008 jedoch wieder aufgegeben. IfAD GmbH wurde 100-prozentige Tochter der OWC Verlag für Außenwirtschaft GmbH.
Im September 2015 erwarb Ulf Schneider, Geschäftsführender Gesellschafter der SCHNEIDER GROUP, die Mehrheitsanteile des Fachverlages. Der Sitz des Verlages wurde nach Berlin verlegt. Seit Frühjahr 2016 ist Ulf Schneider alleiniger Gesellschafter des Verlages.
Mit dem Wechsel der Geschäftsführung überarbeitete der Verlag sein gesamtes Portfolio. Die Kern-Publikationen OstContact und ChinaContact erfuhren Ende 2016 ebenso einen Relaunch wie alle übrigen Periodika und Sonderpublikationen. Zu einer Reihe von neuen Produkten gehören die vierteljährlich erscheinende Publikation IranContact (seit 01/2016) sowie das zweimonatlich erscheinende Magazin GlobalContact (seit 11/2017). Die Webseite www.owc.de wurde im September 2017 runderneuert.

## Schwerpunkte des Verlages
Mittel- und Osteuropa sowie Asien sind für Investoren und Exporteure auch in schwierigen Zeiten chancenreiche Zielregionen. Der OWC Verlag für Außenwirtschaft GmbH hat genau diese Märkte im Blick. Seine Publikationen informieren über Branchenentwicklungen, rechtliche Rahmenbedingungen, das Engagement ausländischer Unternehmen, Investitionschancen, regionale Besonderheiten, Unternehmensstrategien, Infrastrukturprojekte, Personalbeschaffung, Finanzierungsmöglichkeiten, Messen und Ausstellungen, Zollfragen, Handelshemmnisse, Unternehmerreisen, Büroeröffnungen und vieles mehr. Von Praktikern für den Praktiker – nach diesem Anspruch werden die Autoren ausgewählt: Unternehmer mit eigenem Geschäft in der Region, Banker, Berater, Anwälte und Vertreter der Verbände und Auslandshandelskammern berichten aus ihrem Geschäftsalltag. Erfahrene Journalisten geben neutrale Hintergrundberichte und Analysen.

## Kernpublikationen
- OstContact: (ehemals Ost-West-Contact) OstContact ist das einzige deutschsprachige Wirtschaftsmagazin für Ost-West-Kooperationen, das ausschließlich über die die aktuelle wirtschaftliche Entwicklung in den wichtigsten und dynamischsten Märkte Mittel- und Osteuropas sowie Zentralasiens informiert. Es richtet sich an Inhaber, Top-Manager und Entscheider von Unternehmen aus dem DACH-Raum mit Geschäften in Osteuropa. OstContact bietet Marktanalysen, Branchenberichte, Interviews mit Managern und Politikern sowie Fach-News aus den Bereichen Steuern, Finanzen, Logistik, Personal u. v. m. Jedes Heft berichtet über Russland, Polen, Kasachstan, Belarus und die Ukraine. Zusätzlich bietet jede Ausgabe das Special „100 Fragen & Antworten“ zu je einem weiteren der rund 30 Länder der Region. Zahlreiche Partner wie die deutschen Auslandshandelskammern, Industrie- und Handelskammern in Deutschland und weitere Fach- und Interessensverbände der Wirtschaft unterstützen das Magazin bei Inhalten und Vertrieb. Zudem ist die Publikation auf rund 250 Messen und Fachveranstaltungen im Jahr in Deutschland sowie den Zielländern präsent. Erscheinungsweise: Monatlich mit einem Umfang von mindestens 64 Seiten.
- ChinaContact: ChinaContact wendet sich an Führungskräfte in Unternehmen und Institutionen im deutschsprachigen Raum sowie deren Vertretungen in China. Das Wirtschaftsmagazin informiert über alle wirtschaftlichen, wirtschaftspolitischen und rechtlichen Themen, die für ein erfolgreiches China-Geschäft entscheidend sind. Daneben werden in jeder Ausgabe die Rahmenbedingungen für Investitionen an wichtigen chinesischen Standorten sowie Trends in den Wirtschaftsbeziehungen einzelner deutscher Bundesländer sowie Österreichs und der Schweiz mit China dargestellt. Regelmäßig veröffentlicht ChinaContact in der Rubrik APA aktuell Informationen des Asien-Pazifik-Ausschusses der Deutschen Wirtschaft. Als auflagenstärkste China-Publikation im deutschsprachigen Raum ist ChinaContact das Medium für ihre Anzeigen in diesem Marktsegment. Seit 2014 erhalten ChinaContact-Leser zusätzlich die Deutsch-Chinesische Allgemeine Zeitung (DCA) im Magazin integriert. Damit erweitert sich das angebotene Spektrum um Themen zu Gesellschaft, Reisen, Kultur und Lifestyle. Erscheinungsweise: Monatlich mit einem Umfang von 64 bis 80 Seiten.
- IranContact: Seit 2016 berichtet IranContact über den wieder neu geöffneten Markt und informiert über den aktuellen Stand der Wirtschaftsbeziehungen zwischen Deutschland und dem Iran. Die redaktionelle Berichterstattung umfasst Themen wie Finanzierung, Recht, Steuern, Logistik, Stand- orte und alle aktuellen Informationen, die für deutschsprachige Unternehmen von Bedeutung sind, die bereits im Markt vertreten sind oder Geschäftsbeziehungen in den Iran suchen. Erscheinungsweise: IranContact erscheint vierteljährlich mit einem Umfang von ca. 48 Seiten.

## Periodika und Sonderpublikationen
- GlobalContact: GlobalContact berichtet über die Wirtschaftsentwicklung weltweit und analysiert aktuelle globale Tendenzen. Mit Analysen, Hintergrundberichten, Interviews, Kolumnen namhafter Akteure aus der Außenwirtschaft und umfangreichen Infografiken bietet GlobalContact alles, was Manager und Vordenker im Außenwirtschaftsgeschäft wissen müssen. Aktuell, fundiert – und praxisnah. GlobalContact wendet sich an Inhaber, Top-Manager und Entscheider von Unternehmen aus dem DACH-Raum mit internationalem Geschäft – und alle, die mitreden wollen. Erscheinungsweise: Zweimonatlich; in der Einführungsphase auch als Beilage zu OstContact und ChinaContact.
- Zehn: Zehn präsentiert die Top Ten der Außenwirtschaft und richtet sich an Inhaber, Top-Manager und Entscheider von Unternehmen aus dem DACH-Raum mit internationalem Geschäft. Zweimonatlich präsentiert Zehn die zehn wichtigsten Influencer der globalen Wirtschaft, die zehn größten Multinationals, die zehn einflussreichsten internationalen Organisationen, die zehn bedeutendsten Konferenzen und Gipfel, die eindrucksvollsten Info-Maps zu Branchen, Märkte, Rohstoffen, Handelsrouten und vielem mehr. Erscheinungsweise: Zweimonatlich, als Beilage zu OstContact und ChinaContact.
- Wirtschaftsjahrbücher: Jahrbücher zu Russland und China - Deutsch-Russisches Wirtschaftsjahrbuch (in Kooperation mit der AHK Russland), German Mittelstand in Russland (in Kooperation mit der AHK Russland, der Handels- und Industriekammer der Russischen Föderation und dem Verband der Russischen Wirtschaft in Deutschland), Deutsch-Chinesische Mittelstandskooperation (in Kooperation mit ZhongDe Metal Group).
- GermaniaContact:  GermaniaContact präsentiert die deutsche Wirtschaft und den Wirtschaftsstandort Deutschland einer interessierten russischen Zielgruppe. Erscheinungsweise: vierteljährlich in russischer Sprache als E-Paper; Versand über lokale Handelskammern in Russland.
- EuropeContact China: ECC präsentiert die europäische Wirtschaft und den Wirtschaftsstandort Europa einer breiten chinesischen Zielgruppe.
- Ost-Ausschuss-Informationen: Herausgeber: Ost-Ausschuss der Deutschen Wirtschaft
- Directories (Adressverzeichnisse print und online) zu Mittel- und Osteuropa sowie Asien
- eine Reihe von Fachbüchern zur Außenwirtschaft bzw. mit Fokus auf die Länder in Mittelosteuropa und Asien

Neben den Print-Publikationen bietet der Fachverlag auf seiner Website monatliche Newsletter zu den Schwerpunktregionen China und Mittel-/Osteuropa sowie einen wöchentlichen Newsletter mit Schwerpunkt Russland (Russland aktuell) an. Des Weiteren bietet die Rubrik Termine eine detaillierte Übersicht über die wichtigsten Veranstaltungen zum Thema Außenwirtschaft an.